# Nouadhibou
Nouadhibou (en arabe : نواذيبو, à l'époque coloniale française : Port-Étienne) est la capitale de la wilaya (région) de Dakhlet Nouadhibou, située sur le Râs Nouâdhibou, dans la partie occidentale de la République islamique de Mauritanie. C'est par le nombre d'habitants la deuxième ville du pays après Nouakchott, la capitale politique et administrative.

## Géographie

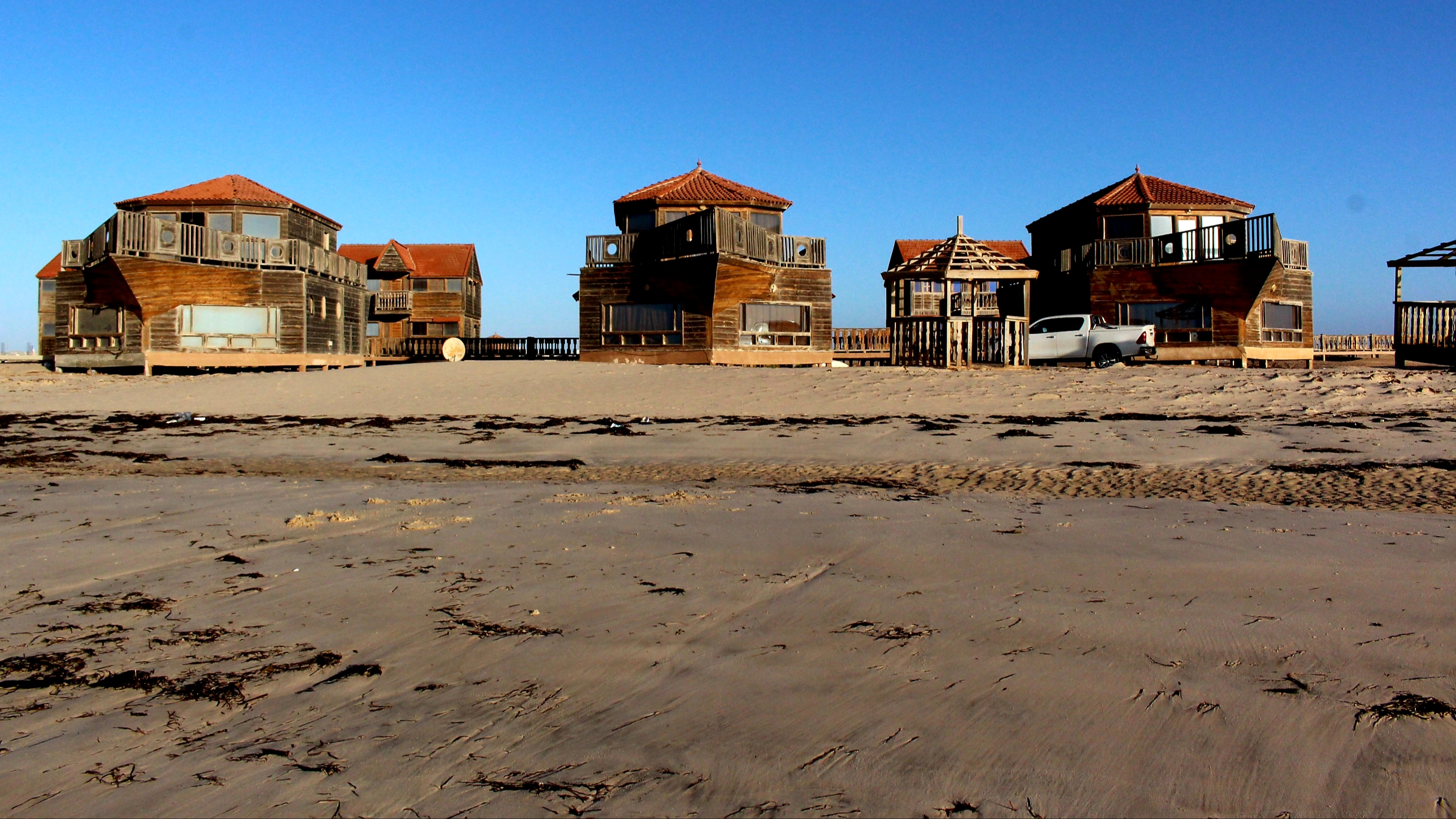
Au bord de la plage à Nouadhibou. Mars 2020.

Établie sur la partie mauritanienne de la presqu'île du Râs Nouâdhibou (ancien Cap Blanc),  frontalière au Sahara Occidental, Nouadhibou est la capitale économique et la deuxième plus grande ville mauritanienne.
La plupart des sources estiment sa population à plus de 100 000 habitants, voire 150 000. La commune proprement dite en comptait 72 337 lors du recensement de 2000.

## Histoire

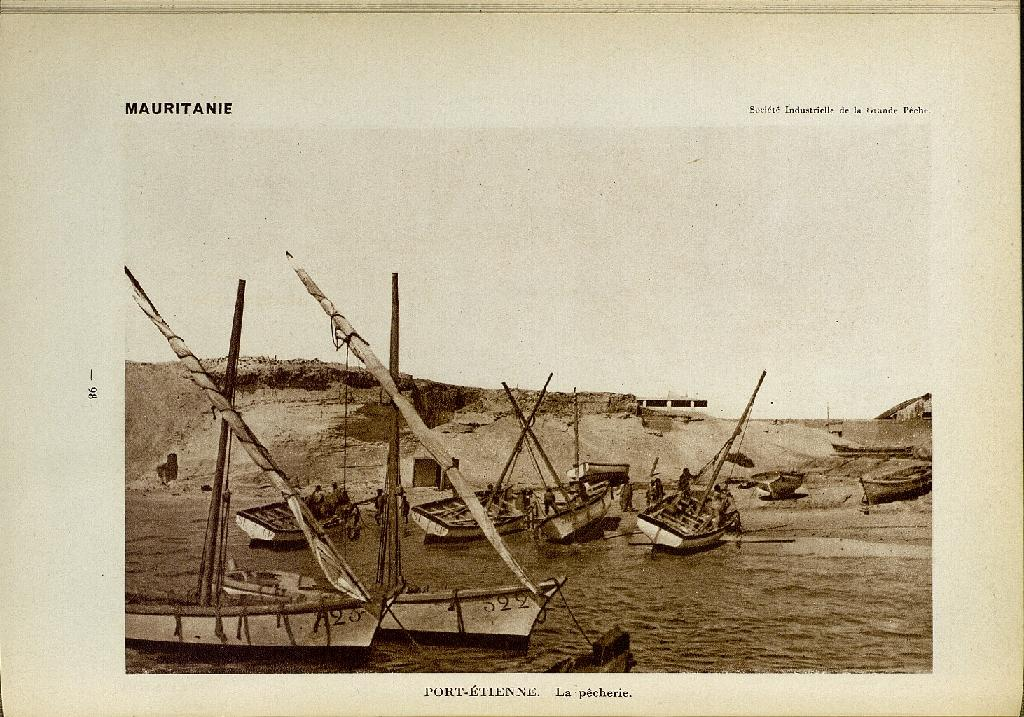
La pêcherie de Port-Étienne en 1931

Par un arrêté du 15 août 1907, le gouverneur général de l'Afrique-Occidentale française (AOF), Ernest Roume, nomme le port « Port-Étienne », en l'honneur de l'ancien ministre des Colonies, Eugène Étienne.
Nouadhibou était une escale de l'Aéropostale de Latécoère, du temps des pionniers de l'aéronautique, pendant l'entre-deux-guerres. Jean Mermoz et Antoine de Saint-Exupéry y relâchèrent souvent.
Depuis le début de l'année 2006, Nouadhibou est devenue un point de départ d'émigrants africains tentant de rejoindre les îles Canaries. Cette voie — extrêmement dangereuse pour accéder au continent européen — est devenue populaire en raison du renforcement mi-2005 des contrôles d'émigration le long de la côte marocaine et autour des enclaves espagnoles de Ceuta et Melilla.
Au moins 58 personnes meurent en décembre 2019 dans le naufrage d'une embarcation à quelque 25 km au nord de la ville.

## Économie

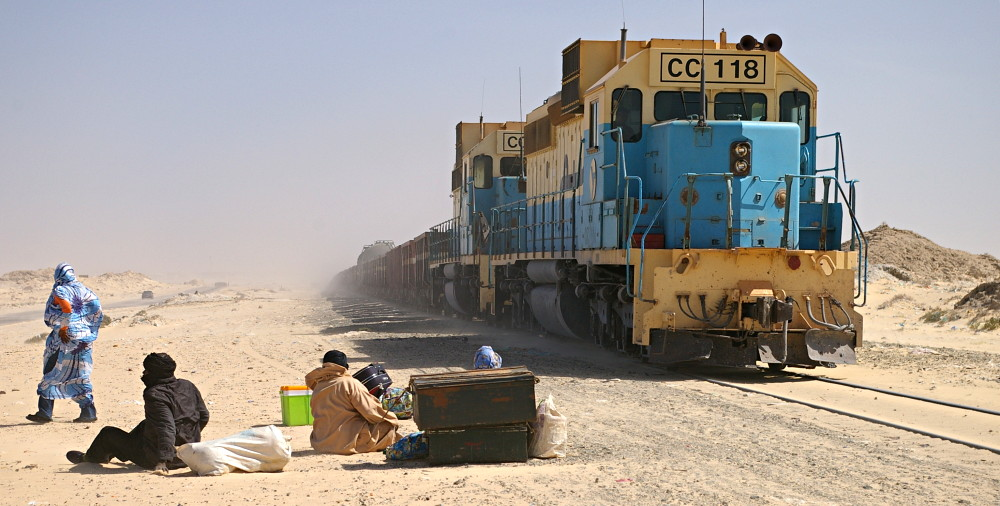
Le train de la SNIM à Nouadhibou.

C'est grâce au port de Point Central, à quelques kilomètres de Nouadhibou et de sa cité minière de Cansado, qu'est acheminé le minerai de fer de la mine de Zouerate, dont la gestion est assurée par la Société nationale industrielle et minière (SNIM), par l'un des plus grands trains du monde.
Nouadhibou abrite aussi une très importante activité de pêche, attirant les populations du sud du pays.
La ville est également réputée pour être un pôle d'échange – voire de trafic – de météorites dans le Sahara.
Une route, inaugurée début 2005, relie dorénavant Nouadhibou à Nouakchott ; elle relie également la Mauritanie à la frontière sud du Sahara occidental administré et revendiqué par le Maroc. Ce nouveau moyen de communication fait qu'elle attire de plus en plus les populations du sud à la recherche de travail.
Un centre de rétention pour les migrants en situation irrégulière a d'ailleurs été créé avec le financement de l'Espagne, dans le cadre de la politique d'externalisation de l'asile menée par l'Union européenne.

## Aéroport
L'aéroport de Nouadhibou permet des liaisons aériennes avec les îles Canaries et avec plusieurs villes de Mauritanie.

#### Ouvrages anciens
- Chabanaud P & Monod T (1927), Les Poissons de Port-Étienne : Contribution à la faune ichtyologique de la région du Cap Blanc (Mauritanie française), Larose, Paris, 63 p.
- Gruvel A, Chudeau R et al. (1911), À travers la Mauritanie Occidentale (de Saint-Louis à Port-Étienne), E. Larose, Paris, 383 p.
- Monod T (1923), Maxence au désert : journal de route d'un voyage en Mauritanie, de Port-Étienne à Saint-Louis : 14 octobre-12 novembre 1923, Actes Sud, Arles, 2009 (rééd.), 94 p.  (ISBN 978-2-7427-3200-5)
- Richet E (1910), Sur les routes d'Afrique : de Port-Étienne à Abomey, G. Ficker, Paris, 310 p.
- Toupet C (1968) Les activités maritimes de port-Étienne. Les cahiers d'outre-mer, 21(84), 381-394.

#### Travaux contemporains
- Benjamin Acloque, « Nouadhibou c'est déjà ailleurs ! Sur l'élaboration et la représentation sociale de l'espace urbain en milieu nomade », Annuaire de l'Afrique du Nord, 1999, vol. 38, p. 307-319
- Armelle Choplin et Jérôme Lombard, « Migrations et recompositions spatiales en Mauritanie. « Nouadhibou du monde ». Ville de transit… et après ? », Afrique contemporaine, 2008, n° 228, p. 151-170
- Armelle Choplin, « L’immigré, le migrant et l’allochtone : circulations migratoires et figures de l’étranger en Mauritanie », in Politique africaine, 2008, n° 109, p. 73-90
- Anne-Laure Counilh, « Migrations en Afrique de l'Ouest : Nouadhibou, une porte vers l'Europe », in Accueillir, 2008, n° 248, p. 46-47.
- Anne-Laure Counilh et Brigitte Dumortier, « Nouadhibou, relais émergent du nouveau système migratoire sahélo-saharien ? », in Ali Bensaâd (dir.), Le Maghreb à l'épreuve des migrations subsahariennes : immigration sur émigration, Karthala, Paris, 2009, 441 p.  (ISBN 978-2-8111-0164-0)
- Anne-Laure Counilh et Hélène Simon-Lorière «Temporalités, transit et projets migratoires : pratiques urbaines de migrants et de réfugiés à Nouadhibou et à Conakry », E-migrinter n°7, 2011, pp. 58-74.
- Anne-Laure Counilh «L'externalisation des frontières européennes : enjeux locaux à Nouadhibou (Mauritanie) », Poster Session, Festival International de Géographie de Saint-Dié, 6-9 octobre 2011.
- Pierre Lepidi et Philippe Freund, Nouakchott-Nouadhibou : la Mauritanie trace sa route (préface de Mohamed-Saïd Ould Hamody), Ibis Press, Paris, 2005, 156 p.  (ISBN 2-910728-53-6)
- Jérôme Valluy, « Algérie, Libye, Maroc : des camps européens au Maghreb », in Olivier Le Cour Grandmaison, Gilles Lhuillier et Jérôme Valluy (dir.), Le retour des camps ? Sangatte, Lampedusa, Guantanamo..., éd. Autrement, 2007, p. 139-152  (ISBN 978-2-7467-0926-3) (pour le camp de Nouadhibou voir p. 141)